# Volta a Estònia 2015
La Volta a Estònia 2015, 3a edició de la Volta a Estònia, es va disputar entre el 29 i el 30 de maig de 2015 sobre un recorregut de 347 km repartits entre dues etapes. La cursa formava part del calendari de l'UCI Europa Tour 2015, amb una categoria 2.1.
El vencedor final fou l'estonià Martin Laas, vencedor de la primera etapa.

## Equips
L'organització convidà a prendre part en la cursa a dos equips continentals professionals, catorze equips continentals i tres seleccions nacionals:
- equips continentals professionals: Novo Nordisk, RusVelo
- equips continentals: ActiveJet Team, Alpha Baltic-Maratoni.lv, Amore & Vita-Selle SMP, Banská Bystrica, Bike Aid, Frøy Bianchi, De Rijke, Kolss-BDC, LKT Team Brandenburg, Rad-Net Rose, Rietumu-Delfin, Riwal Platform, Synergy Baku, Tirol
- equips nacionals: Estònia, Finlàndia, Suècia

## Etapes
| Etapa | Data       | Recorregut      |             | Km  | Vencedor d'etapa     | Líder de la general | Ref.  |
| ----- | ---------- | --------------- | ----------- | --- | -------------------- | ------------------- | ----- |
| 1a    | 29 de maig | Tallinn – Tartu | Etapa plana | 197 | Martin Laas (EST)    | Martin Laas (EST)   | [ 1 ] |
| 2a    | 30 de maig | Tartu – Tartu   | Etapa plana | 150 | Mattia Gavazzi (ITA) | Martin Laas (EST)   | [ 2 ] |

## Classificació final
|    | Ciclista                     | Equip                  | Temps      |
| -- | ---------------------------- | ---------------------- | ---------- |
| 1  | Martin Laas (EST)            | Estònia                | 7h 58' 53" |
| 2  | Ioannis Tamouridis (GRE)     | Synergy Baku           | + 7"       |
| 3  | Gustav Höög (SWE)            | Suècia                 | + 10"      |
| 4  | Błażej Janiaczyk (POL)       | Kolss-BDC              | + 11"      |
| 5  | Martijn Verschoor (NED)      | Novo Nordisk           | + 13"      |
| 6  | Ivan Balykin (RUS)           | RusVelo                | + 14"      |
| 7  | Anders Kristoffersen (NOR)   | Frøy-Bianchi           | + 14"      |
| 8  | Kasper Linde Jorgensen (NOR) | Riwal Platform         | + 14"      |
| 9  | Paolo Lunardon (ITA)         | Amore & Vita-Selle SMP | + 22"      |
| 10 | Andris Smirnovs (LAT)        | Rietumu-Delfin         | + 53"      |